# Just to Satisfy You
Just to Satisfy You es un álbum del cantante Waylon Jennings, editado en 1969 bajo el sello disquero RCA Victor. El cantante Glen Cambell hizo una grabación de la canción "Just to Satisfy You".

## Canciones
1. Lonely Weekends 
(Charlie Rich)
2. Sing the Blues to Daddy 
(Ray Corbin)
3. Change My Mind 
(Curly Putman)
4. Farewell Party
(Lawton Williams)
5. Rings of Gold 
(Gene Thomas)
6. Alone 
(Dee Moeller)
7. Just to Satisfy You 
(Don Bowman y Jennings)
8. I Lost Me 
(Helen Carter)
9. I've Been Needing Someone Like You 
(Ben Peters)
10. For the Kids 
(Shel Silverstein)
11. I Got You 
(Ricci Mareno y Gordon Galbraith)
12. Straighten My Mind 
(Moeller)